# 구사노 유키
구사노 유키(일본어: 草野 侑己, 1996년 7월 21일~)는 일본의 축구 선수이다.

## 구단 경력
그는 2019년 J2리그의 요코하마 FC에 입단했다. 2019년 J2리그 준우승으로 J1리그로 승격했다. 2021년부터 2022년까지 J2리그의 레노파 야마구치 FC와 FC 류큐에서 뛰었다. 2023년 미토 홀리호크로 이적했다.